# Гебраистика

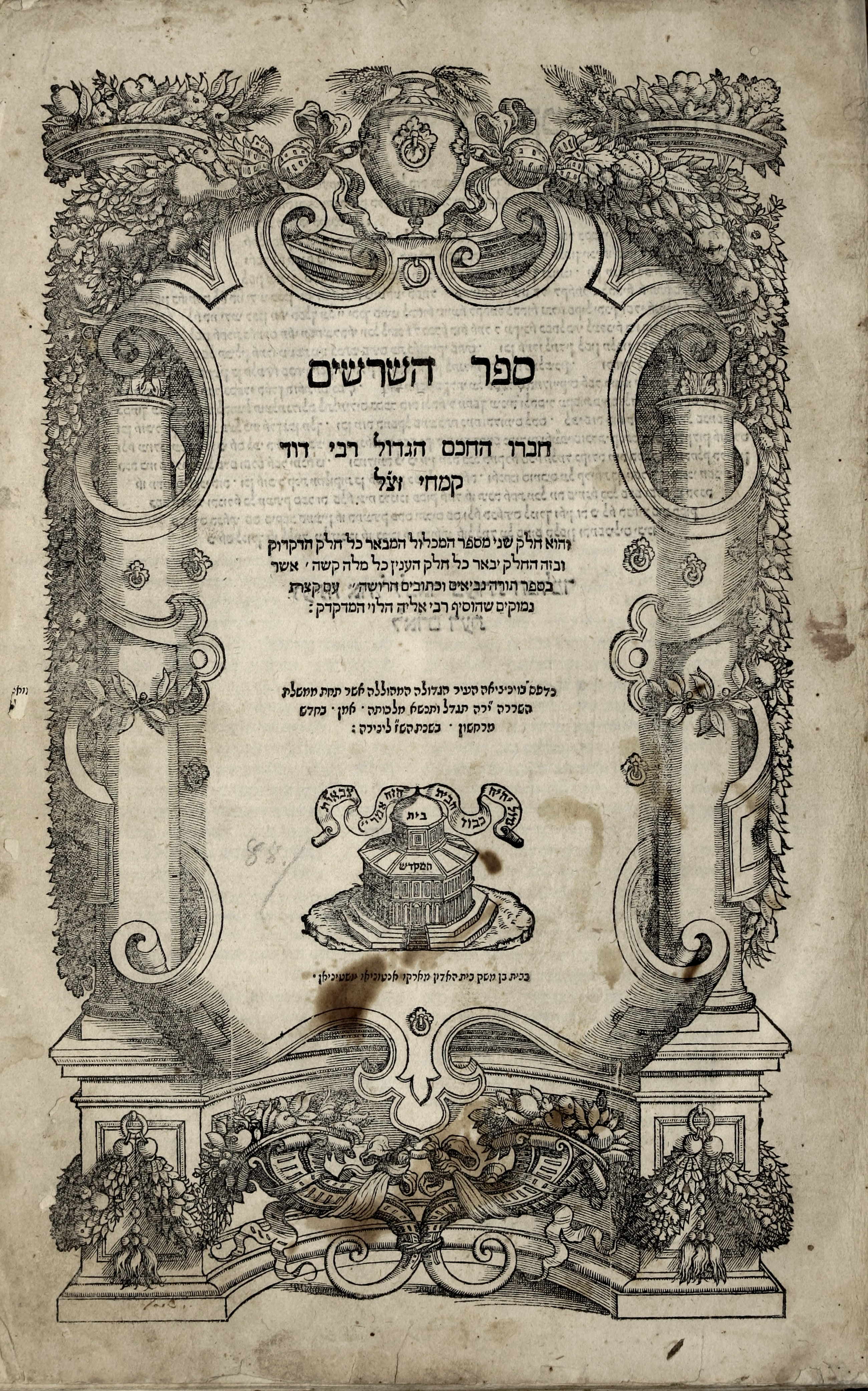
Титульный лист словаря «Книга корней» Давида Кимхи в издании Элии Левиты, 1546 год

Гебраи́стика (от греч. ἑβραῖος — «еврей, еврейский») — совокупность филологических дисциплин, занимающихся изучением древнееврейского языка (иврита) и письменности.

## История

### Донаучный этап
Начальный период гебраистики приходится на X—XII века, когда на базе масоретских комментариев и библейской экзегезы появились первые труды по лексикографии и грамматике иврита. Одними из первых появились труды Саадии Гаона «Эгрон» («Собрание слов») и «Кутуб ал-луга» («Книги о языке»). Последующие исследования еврейских и караимских экзегетов базировались на масоретском тексте и арабской лингвистической традиции. Собственно термин дикдук (ивр. דקדוק‎) — «грамматика» появился в трудах караима Иефета бен Али Галеви во второй половине X века. В том же веке был составлен первый толковый словарь иврита и библейского арамейского языка (с арабскими объяснениями), автором его был Давид бен Аврахам Алфаси. После XII века основные еврейские интеллектуальные центры переместились в Западную Европу — через мусульманскую Испанию — и достижения арабоязычных гебраистов были надолго забыты.
В XII веке появилось несколько лингвистических трудов на иврите, как оригинальных, так и переведённых с арабского. Наиболее известен Ибн Эзра — автор лингвистических трудов, ставших важнейшими пособиями для еврейских и христианских гебраистов в европейских странах. После Ибн Эзры наибольший вклад в развитие гебраистики внесла семья Кимхи, в том числе Давид Кимхи. Популярность сочинений братьев Кимхи в значительной мере обусловливалась тем, что они были написаны в форме методических руководств, а не теоретических исследований. В XIII веке жил Моше Ицхак Ханаси из Лондона, составивший грамматику иврита. В XV веке провансальский учёный Ицхак Натан бен Калонимус составил знаменитый библейский конкорданс, а итальянский раввин Иехиэль — первый трёхъязычный иврит-итальяно-арабский словарь «Макре дардекей».

### Средневековая христианская гебраистика
Традицию христианской гебраистики принято выводить от Оригена и Иеронима, чьи комментарии, наряду с трудами Филона Александрийского и Иосифа Флавия, составили для христиан основной источник информации о евреях и иудаизме. Только к XII веку наметились линии пересечения христианской и автохтонной еврейской гебраистики — сложилась традиция построчного толкования Библии, вероятно, воспринятая Раши. Гуго Сен-Викторский, видимо, был первым теологом-схоластом, который обращался к раввинам для разъяснения ветхозаветных текстов, особенно пророческих. Он также пытался изучать иврит и в некоторых местах предпочитал буквальный латинский перевод, а не Вульгату. Доминиканский орден, по-видимому, в 1236 году открыл школу еврейского языка в Париже. Францисканцы в Англии основывали свои обители в еврейских кварталах, Роджер Бэкон пытался составить грамматику иврита. Первый труд по христианской гебраистике, изданный типографским способом, принадлежал Николаю Лира. Специфическое направление приняла гебраистика в Испании; полемический сборник Рамона Марти «Pugio fidei» стал главным источником для антиеврейских полемических сочинений. Ренессансные гуманисты — Пико делла Мирандола и Эгидио да Витербо обратились к изучению каббалы, пытаясь обосновать догмат Троичности.

### Христианская гебраистика Нового времени
Основу гебраистики как филологической дисциплины заложил Иоганн Рейхлин, опубликовав в 1506 году «Rudimenta linguae hebraicae» — первый труд об иврите, написанный христианином и адресованный христианам. В 1541 году Себастиан Мюнстер издал труд по грамматике иврита, основанный на грамматических сочинениях Э. Левиты. Элиас Левита составил комментарий к грамматике Кимхи и составил несколько оригинальных трудов на иврите, особенно исследование масоретской традиции «Масорет ха-масорет» (1538). Бурное развитие христианской гебраистики привело к тому, что в 1517 году в Венеции основал еврейскую типографию голландец Даниэль Бомберг, который дважды издал «раввинскую» Библию (то есть текст на иврите с общепринятыми комментариями), а также полный текст Талмуда. Библия Бомберга была основана на тексте и комментарии Яакова бен Хаима ибн Адонии, крещёного еврея из Туниса. Реформация потребовала изучения оригинального библейского текста, поэтому кафедры гебраистики стали основываться в крупнейших протестантских университетах, в том числе Базельском, Кембриджском и Оксфордском. Католические библеисты в XVI—XVII веках осуществили издания трёх Полиглотт — многоязычных Библий, обязательно включавших еврейский оригинал и его древние переводы — греческую Септуагинту, арамейские Таргумы и латинскую Вульгату. Крупнейшим протестантским гебраистом был Иоганн Буксторф I, основавший в Базеле династию учёных. Буксторф-старший активно сотрудничал с еврейскими учёными и предпринял ряд важных изданий, включая еврейскую Библию и свод Масоры. Его сын И. Буксторф Младший (1599—1664) издал переводы классических средневековых сочинений, включая «Кузари» Иехуды Галеви и «Наставник колеблющихся» Маймонида, а также первый обширный «Lexicon Chaldaicum Talmudicum et Rabbinicum» («Словарь талмудического и раввинского арамейского языка», 1639). Буксторфы возражали против выдвинутого Э. Левитой тезиса о позднем происхождении знаков огласовки по религиозным соображениям: этот тезис представлял угрозу ортодоксальному протестантскому взгляду на боговдохновенный характер библейского текста.
Епископ Честера Брайан Уолтон в 1657 году предпринял наиболее полное многоязычное издание Лондонской Полиглотты, включающей в том числе таргумы и древний сирийский перевод. С этим проектом связаны имена семитолога-лингвиста Эдварда Покока и юриста Джона Селдена, который углублённо занимался Галахой.

### Сравнительно-исторический метод в гебраистике
Основоположником применения историко-критического метода по отношению к библейскому тексту был Барух Спиноза, он же являлся первым евреем, который стал писать о грамматике иврита на латыни: «Compendium grammaticae linguae hebraeae» («Краткий очерк грамматики языка иврит», 1677). По убеждению Спинозы, Моисей не был автором Пятикнижия. Среди еврейских гебраистов, работавших традиционными методами, выделялись Иедидия Шломо бен Аврахам Норци (1560—1616) из Мантуи, автор масоретского комментария «Минхат шай» («Принесение дара», опубликован через 130 лет после его кончины), и Шломо Залман бен Иехуда Лейб Ханау (1687—1746). Работы Спинозы и его протестантских коллег в Нидерландах поколебали традиционные взгляды на Библию как богодухновенный текст и иврит как первый из языков и их основу. А. Шультенс (1686—1756) предложил сравнительный метод изучения иврита, который, по его мнению, представлял собой лишь один из семитских диалектов, чистейшим образцом которых является арабский язык. На исследователей XVIII века большое воздействие оказали теории Иоганна Гердера, отрицавшего, что язык является прямым даром Бога и усматривавшего в нём продукт естественного творчества человека. В то же время Гердер считал иврит образцом древнейшего естественно возникшего языка и высоко ценил его поэтические и эстетические достоинства.
Крупнейшим гебраистом XIX века был В. Гезениус, составивший первую строго научную грамматику иврита в 1817 году. Её краткая редакция 1813 года переиздавалась чаще и считалась долгое время образцовой. Пересмотр постулатов Гезениуса был предпринят Г. Бергштрессером в 1910-е годы. В XIX—XX веках в гебраистике, как и семитологии вообще, произошли революционные изменения, что было связано с дешифровкой древних языков, прежде всего, — древнеегипетского и аккадского.
Это изменило представления о языковой среде, в которой развивался иврит; был на практике проверен метод сравнительного языкознания. В 1930-е годы был открыт и исследован угаритский язык, который пролил свет на культурно-историческую среду, в которой формировались все ханаанеи и их религия. Открытие Каирской генизы предоставило возможность изучения домасоретских манускриптов Библии и начать исследование иврита на ранних стадиях его развития (Пауль Кале). В этот же период было осознано значение самаритянской традиции. В 1947 году были открыты Свитки Мёртвого моря, что привело в определённой мере к перевороту в библеистике и стимулировало исследования состояния и истории иврита в период между I веком до и I веком после начала новой эры. Все указанные процессы привели к стиранию границы между традиционными еврейскими исследованиями и университетскими научными школами. Эту традицию воплотили Самуил Луццато и Соломон Шехтер.

### Новейшее время
В Западной Европе и США гебраистика сосредоточена на факультетах востоковедения, а также на факультетах богословия и в еврейских духовных училищах. В Израиле гебраистика преподаётся не только в высших гуманитарных, но и в средних учебных заведениях; исследования по гебраистике ведутся в Иерусалимском университете, в Тель-Авиве и в Хайфе. В США в 1950 была создана Национальная ассоциация преподавателей еврейского языка, объединившая представителей 200 вузов США и Канады и выпускающая реферативный журнал «Hebrew Abstracts».
В СССР гебраистика была представлена на кафедре семитологии Ленинградского университета, а также в Ленинградском отделении Института востоковедения АН СССР, где образовалась школа гебраистов.